# Грачовський район
Грачо́вський район (рос. Грачёвский район) — муніципальний район Оренбурзької області Російської Федерації.
Адміністративний центр — село Грачовка.

## Географія
Район розташований на півночі Загального Сирту і охоплює верхню частину басейну річки Борівка і долину річки Ток в середній течії. Площа території — 1,7 тис. км².
Межує з Бузулуцьким, Асекеєвським, Матвієвським, Червоногвардійським районами і Сорочинським міським округом області.

## Історія
Район утворений в 1928 році.

## Населення
Населення — 11372 особи (2019; 13495 в 2010, 16198 у 2002).

## Адміністративний поділ
Район адміністративно поділяється на 12 сільських поселень:
| Поселення                         | Площа, км² | Населення, осіб (2002) | Населення, осіб (2010) | Населення, осіб (2019) | Центр            | Населені пункти |
| --------------------------------- | ---------- | ---------------------- | ---------------------- | ---------------------- | ---------------- | --------------- |
| Александровська сільська рада     | 199,60     | 968                    | 665                    | 507                    | Александровка    | 3               |
| Верхньоігнашкинська сільська рада | 130,97     | 804                    | 601                    | 463                    | Верхньоігнашкино | 2               |
| Грачовська сільська рада          | 99,36      | 6635                   | 6137                   | 5447                   | Грачовка         | 2               |
| Єроховська сільська рада          | 88,29      | 597                    | 531                    | 490                    | Єроховка         | 1               |
| Ключівська сільська рада          | 121,66     | 774                    | 640                    | 502                    | Ключі            | 3               |
| Новонікольська сільська рада      | 161,76     | 872                    | 660                    | 510                    | Новонікольське   | 3               |
| Петрохерсонецька сільська рада    | 223,16     | 1424                   | 1201                   | 1018                   | Петрохерсонець   | 6               |
| Побєдинська сільська рада         | 170,00     | 589                    | 485                    | 403                    | Побєда           | 3               |
| Підлісна сільська рада            | 75,51      | 545                    | 352                    | 240                    | Підлісний        | 3               |
| Руськоігнашкинська сільська рада  | 97,88      | 840                    | 682                    | 585                    | Руськоігнашкино  | 2               |
| Старояшкинська сільська рада      | 192,77     | 977                    | 738                    | 598                    | Старояшкино      | 3               |
| Таллинська сільська рада          | 248,33     | 1173                   | 803                    | 609                    | Талли            | 3               |

2013 року була ліквідована Ягодинська сільська рада, територія увійшла до складу Петрохерсонецької сільради.

## Найбільші населені пункти
Нижче подано перелік населених пунктів з чисельність населення понад 1000 осіб:
| № | Населений пункт | Населення, осіб (2002) | Населення, осіб (2010) |
| - | --------------- | ---------------------- | ---------------------- |
| 1 | Грачовка        | 6521                   | 6122                   |

## Господарство
Основний напрям діяльності Грачовського району — сільськогосподарське. Спеціалізація — зернова (найважливіші культури — пшениця твердих і м'яких сортів, жито, просо, гречка) і м'ясо-молочне. В районі проведена реорганізація сільськогосподарських підприємств — в результаті створені селянсько-фермерські господарства. Нарощування виробництва продукції сільського господарства є основним завданням товаровиробників району.
На початку 1960-их років було відкрито Покровське родовище нафти і газу. Це дало змогу розв'язати проблему газифікації сіл, вкласти значні кошти в розвиток медицини, культури, освіти і спорту.